# إليزابيث إم. بوير
إليزابيث إم. بوير (بالإنجليزية: Elizabeth M. Boyer)‏ هي بروفيسورة ومؤلفة ومحامية أمريكية، ولدت في 12 نوفمبر 1913 في ليما في الولايات المتحدة، وتوفيت في 2 ديسمبر 2002 في Russell Township, Geauga County, Ohio ‏ في الولايات المتحدة.